# Briefmarken-Jahrgang 1958 der Deutschen Bundespost Saarland
Die Briefmarken der Deutschen Bundespost Saarland wurden nach der Eingliederung des Saarlandes in die Bundesrepublik Deutschland von 1957 bis 1959 herausgegeben. Diese Briefmarken wurden notwendig, da im Bundesland Saarland noch bis zum 5. Juli 1959 der Saar-Franken oder kurz Franc als Währung galt. Die Briefmarken des Saarlandes zeichnen sich daher zum einen durch die Angabe Saarland und zum anderen durch die Währungsbezeichnung F aus. Alle Marken, mit Ausnahme der 1957er Ausgabe Serie Heuss, Saarland (I), tragen dieses Währungszeichen.
Der Jahrgang 1958 umfasste 16 Sondermarken, Dauermarken wurden keine herausgegeben.

## Liste der Ausgaben und Motive
Legende
- Bild: Eine bearbeitete Abbildung der genannten Marke. Das Verhältnis der Größe der Briefmarken zueinander ist in diesem Artikel annähernd maßstabsgerecht dargestellt. Sollten keine Marken abgebildet sein, liegt es daran, dass das Urheberrecht des Künstlers noch nicht erloschen ist.
- Beschreibung: Eine Kurzbeschreibung des Motivs und/oder des Ausgabegrundes. Bei ausgegebenen Serien oder Blocks werden die zusammengehörigen Beschreibungen mit einer Markierung versehen eingerückt.
- Wert: Der Frankaturwert der einzelnen Marke in Saar-Franken. Ein „+“ bedeutet, dass es sich um eine Zuschlagsmarke handelt (= Frankaturwert + Spende).
- Ausgabedatum: Das Datum des erstmaligen Verkaufs dieser Briefmarke.
- Gültig bis: Das Datum, an dem die Gültigkeit endete.
- Auflage: Soweit bekannt, wird hier die zum Verkauf angebotene Anzahl dieser Ausgabe angegeben.
- Entwurf: Soweit bekannt, wird hier angegeben, von wem der Entwurf dieser Marke stammt.
- Mi.-Nr.: Diese Briefmarke wird im Michel-Katalog unter der entsprechenden Nummer gelistet.

| Sondermarken | |               |                       |              |           |                      |       |
| Bild         | Beschreibung | Wert in Franc | Ausgabe- datum (1958) | gültig bis   | Auflage   | Entwurf              | MiNr. |
|              | 50. Todestag von Wilhelm Busch (1832–1908) - Max und Moritz, die wohl bekanntesten Figuren, die Wilhelm Busch geschaffen hat                                                                                  | 12            | 9. Januar             | 5. Juli 1959 | 1.970.710 | Michel und Kieser    | 429   |
|              | - Selbstporträt von Wilhelm Busch, Dichter und Zeichner | 15            | 9. Januar             | 5. Juli 1959 | 1.998.791 | Michel und Kieser    | 430   |
|              | Waldbrandverhütung Verkohlte Baumstümpfe nach einem Waldbrand | 15            | 5. März               | 5. Juli 1959 | 1.490.810 | Herbert Kern         | 431   |
|              | 100. Geburtstag von Rudolf Diesel (1858–1913) Ingenieur und der Erfinder des Dieselmotors | 12            | 18. März              | 5. Juli 1959 | 1.996.595 | Hermann Schardt      | 432   |
|              | Jugendmarke mit Zuschlag 1958, Kinderlieder - Fuchs, du hast die Gans gestohlen | 12+6          | 1. April 1958         | 5. Juli 1959 | 1.138.512 | Ernst Göhlert        | 433   |
|              | - Ein Jäger aus Kurpfalz | 15+7          | 1. April              | 5. Juli 1959 | 1.138.754 | Ernst Göhlert        | 434   |
|              | Internationale Saarmesse 1958 Das Messe-Emblem der Saarmesse und das Rathaus St. Johann | 15            | 10. April             | 5. Juli 1959 | 1.497.027 | Hermann Mees         | 435   |
|              | 400 Jahre Homburg Die Altstadt unter dem Schloßberg | 15            | 14. Juni              | 5. Juli 1959 | 1.498.555 | Lau                  | 436   |
|              | 150 Jahre Deutsche Turnerbewegung Eichenblatt mit Turnerkreuz | 12            | 21. Juli              | 5. Juli 1959 | 1.499.869 | Ernst Göhlert        | 437   |
|              | 150. Geburtstag von Hermann Schulze-Delitzsch (1808–1883) Begründer des deutschen Genossenschaftswesens und Politiker                                                                                         | 12            | 29. August            | 5. Juli 1959 | 1.498.163 | Hermann Eidenbenz    | 438   |
|              | Europamarken 1958 - Ein großes „E“ und darauf sitzend eine Taube, in grün | 12            | 13. September         | 5. Juli 1959 | 1.982.869 | André van der Vossen | 439   |
|              | - Ein großes „E“ und darauf sitzend eine Taube, in blau | 30            | 13. September         | 5. Juli      | 1.557.151 | André van der Vossen | 440   |
|              | Helfer der Menschheit, Ausgabe 1958, Landwirtschaft - Friedrich Wilhelm Raiffeisen (1818–1888) Sozialreformer und Kommunalbeamter, er gehört zu den Gründern der genossenschaftlichen Bewegung in Deutschland | 6+4           | 1. Oktober            | 5. Juli 1959 | 1.106.351 | Erich Meerwald       | 441   |
|              | - Sennerin am Butterfass | 12+6          | 1. Oktober            | 5. Juli 1959 | 1.080.649 | Erich Meerwald       | 442   |
|              | - Winzerin mit Weinrebe | 15+7          | 1. Oktober            | 5. Juli 1959 | 1.091.568 | Erich Meerwald       | 443   |
|              | - Bauer mit Heugabel | 30+10         | 1. Oktober            | 5. Juli 1959 | 1.073.530 | Erich Meerwald       | 444   |